# تاریخ تئاتر در ایران
تاریخ تئاتر در ایران کتابی به زبان انگلیسی به قلم ویلم فلور ایران‌شناس مشهور است که در سال توسط انتشارات میج چاپ شده و در هفتمین نمایشگاه بین‌المللی کتاب تهران عرضه شده‌است.

## تقسیم‌بندی کتاب
این کتاب دارای دیباچه، شش فصل، دو بخش ضمیمه و نیز کتاب‌شناسی و نمایه است. فصل‌های کتاب بنا به تاریخ آن‌ها به پیش‌می‌رود.

## سیر تاریخی کتاب
ویلم فلور بررسی هنر نمایش در ایران را از پیش از اسلام آغاز می‌کند و قرون نخستین اسلامی، دورهٔ تیموریان، دورهٔ صفویان، دورهٔ قاجاریان، دوره پهلوی تا زمان معاصر بررسی می‌کند.

## فصل‌های کتاب
- فصل نخست بداهه‌پردازی و نمایش کمیک، کمدی. به نظر نویسنده وجه تمایز تئاتر ایرانی از اروپایی متکی نبودن بر متن آن است. به بازیگران یا سرگرم‌کننده‌ها، بقال‌بازی و بازی‌های زنانه اشاره می‌کند.
- نمایش عروسکی خیمه شب بازی بخش دوم کتاب است که در دوره ایران باستان شرح داده‌می‌شود. خیمه شب بازی با دستکش و ریسمان، تئاتر سایه بسیار محبوب بوده‌است.
- نمایش داستانی دراماتیک مبحث فصل سوم است که وارد دوره اسلامی شده و نمایش حماسی نقالی که هم عصر با شاهنامه نویسی بوده‌است در قرون نخستین اسلامی و اوایل سده‌های میانه رواج بسیار داشته‌است. در این دوره، متن شاهنامه فردوسی خوانده می‌شد.
- فصل چهارم مرثیه است. به گفته نویسنده، روضه‌خوانی مقدمه‌ای برای پرده‌خوانی مذهبی، و تعزیه است که از حماسه فاصله می‌گیرد.
- فصل پنجم به تعزیه، حماسی مذهبی است که ترکیبی از هنرهای دوره‌های قبلی است و بازنمایی صحنه شهادت امام حسین، عاشورا و کربلا را نمایش می‌دهد.
- فصل ششم ورود به مدرنیسم است.[۴]